# Notacanthus
Notacanthus is een geslacht van straalvinnige vissen uit de familie van rugstekelalen (Notacanthidae). Het geslacht is voor het eerst wetenschappelijk beschreven in 1788 door Bloch.

## Soorten
- Notacanthus abbotti Fowler, 1934
- Notacanthus arrontei Bañón, Barros-García, Baldó, Cojan & Carlos, 2024
- Notacanthus bonaparte Risso, 1840
- Notacanthus chemnitzii Bloch, 1788
- Notacanthus indicus Lloyd, 1909
- Notacanthus laccadiviensis Konhamkakkada, Kinattumkara, Raghavan & Sivanpillai, 2023
- Notacanthus sexspinis Richardson, 1846
- Notacanthus spinosus Garman, 1899